# 살다보면
《살다보면》은 1998년 3월 16일부터 1998년 8월 28일까지 방송되었던 KBS 1TV 일일 드라마로 최복만 역을 맡았던 주현이 해당 드라마에 출연해 온 터라 1998년 1월 5일부터 평일 오후 8시 30분으로 시간대를 변경한 iTV 개국 특집 일일 드라마 《가족》 후속으로 1998년 2월 2일부터 매주 평일 오후 8시 30분에 재방송된 프로그램이자 주현의 출연작 중 하나인 KBS 1TV 일일 드라마 《서울뚝배기》가 1998년 4월 20일부터 평일 오전 8시 30분으로 옮겨갔다.

## 기획 의도
- 한국 전쟁 때 가족을 모두 잃고 자수성가한 최복만과 아내 이간난을 중심으로 세파에 부대껴온 네 딸과 늦게 본 아들의 이야기를 그린 드라마
- 냉면집을 하는 최복만의 딸들이 일상 속에서 가정과 행복의 의미를 찾아가는 모습을 그린 드라마

## 등장 인물

### 복만 부부
- 주현 : 최복만 역 - 아버지, 냉면집 주인
- 나문희 : 이간난 역 - 어머니

### 희자의 주변 인물
- 김영란 : 희자 역 - 장녀, 미망인
- 임채무 : 사빈 역 - 의사, 희자의 재혼 상대
- 故 한경선 : 애란 역 - 사빈의 누이동생 ... 경상남도 밀양(삼랑진)에 떠난 것으로 중도 하차
- 김정은 : 선미 역 - 희자의 딸
- 육동일 : 현종 역 - 희자의 아들
- 김혜경 : 소라 역 - 사빈의 딸

### 숙자의 주변 인물
- 이휘향 : 숙자 역 - 차녀, 억척 주부
- 김용건 : 승부 역 - 숙자의 남편
- 김민지 : 유림 역 - 숙자와 승부의 딸 ... 제주도 제주(건입동)에 떠난 것으로 중도 하차

### 경자의 주변 인물
- 박성미 : 경자 역 - 3녀
- 홍요섭 : 인기 역 - 경자의 남편

### 말자의 주변 인물
- 박지영 : 말자 역 - 막내딸
- 김상중 : 풍남 역 - 말자의 연인

### 장수의 주변 인물
- 김정민 : 장수 역 - 막내아들
- 채림 : 은혜 역 - 장수의 연인

### 길수네
- 임현식 : 길수 역 - 복만의 후배
- 김형자 : 점순 역 - 길수의 아내
- 유민주 : 진희 역 - 길수와 점순의 딸 ... 제주도 서귀포(중앙동)에 떠난 것으로 중도 하차

### 그 외 인물
- 유혜정 : 제인 역 - 풍남의 옛 애인 ... 강원도 강릉(교동)에서 서울 상경한 것으로 중도 투입
- 연규진 : 명호 역 - 희자를 짝사랑 ... 강원도 춘천(교동)에서 서울 상경한 것으로 중도 투입
- 강우경
- 박철
- 이칸희
- 강경헌
- 이은주
- 배민희

## 편성 변경
- 당초 150부작으로 기획되었으나 시청률 부진으로 인해 120부작으로 조기종영이 결정되었고 4차례의 결방 때문에 116부작으로 막을 내렸다.

## 결방 사유
- 1998년 4월 1일 : 《2002년 FIFA 월드컵 공동개최기념 한일친선축구》 중계 방송으로 인해 결방
- 1998년 5월 27일 : 《월드컵 대표팀 평가전 대한민국 : 체코》 중계 방송으로 인해 결방
- 1998년 6월 4일 : 《대한민국 제2회 지방 선거》 개표 방송 편성으로 인해 결방
- 1998년 8월 7일 : 《1998년 한국프로야구 삼성 라이온즈 VS 현대 유니콘스》중계 방송으로 인해 결방

## 경쟁 프로그램
- 보고 또 보고 (MBC)

## 참고 사항
- KBS 1TV 일일 드라마 《정 때문에》 인기에 힘입어 1회에는 29.2%, 2회에는 31.9%까지 시청률이 치솟았다.
- 3회까지도 MBC 일일 드라마 《보고 또 보고》에 5% 차로 우세했으나, 3월 19일 4회부터는 역전되었다.[2] KBS 1TV 일일 드라마가 MBC 일일 드라마에 패한 것은 5년 만의 일이었다.[3]
- 이후 시청률은 반등하지 않고 계속 하락하여, 10% 미만의 시청률을 기록하는 굴욕을 맛보아야 했다.[4][5]
- 이는 직후에 방송되는 《KBS 뉴스 9》 시청률에도 영향을 미쳤으며 6월 24일 《KBS 뉴스 9》는 《MBC 뉴스데스크》에 3년 3개월 만에 추월 당했다.[6]
- 종영할 때까지 저조한 시청률을 기록하며 결국 조기 종영을 당하는 수모를 당했다.
- 주현의 막내딸 섭외 문제로 어려움을 겪었는데 유호정, 변소정, 황수정 등이 물망에 올랐으나 모두 개인 사정으로 고사하자 박지영이 최말자 역으로 낙점됐다.
- 대가족의 일상을 그려내는 터치가 산만하여 재미와 집중력이 떨어진다는 비판을 받았다.[3]
- KBS 1TV TV 소설 《초원의 빛》 이후 곧바로 해당 드라마를 집필한 박지현 작가의 건강 악화로 인해 1998년 7월 13일부터 1997년 극본 공모 당선 작가인 이현재, 호영옥 공동 집필로 작가가 교체되었다.[7] 이후 박지현 작가는 KBS를 떠나 MBC에서 활동하였다.
- 극 중 장인, 사위로 나온 주현, 김용건은 KBS 1TV 일일 드라마 《좋은걸 어떡해》에서 동서 지간으로 나왔는데 주현보다 나이가 어린 김용건이 주현의 손윗동서로 등장했다.[8]